# 1914年アメリカ合衆国上院議員選挙
1914年アメリカ合衆国上院議員選挙（1914ねんアメリカがっしゅうこくじょういんぎいんせんきょ、英語: 1914 United States Senate elections）は、1914年11月3日に行われたアメリカ合衆国の連邦議会（上院）議員の選挙である。

## 概要
1913年にアメリカ合衆国憲法修正第17条が批准された後、初めて実施された通常選挙であり、州議会による間接選挙から国民による直接選挙で選出された。
したがって、米国下院選挙と同時期に選挙が一般的に予定されていたのは初めてのことでした。クラス3の32議席は1914年の定期選挙で争われた。欠員を埋めるための特別選挙も実施された。これらの選挙は、民主党の大統領の1期目の半ばに行われた。
一連の特別選挙の後、民主党は53対42の過半数で選挙に臨み、選挙後には56対39に拡大した。
これは、1914年以降、大統領の政党が上院の議席を獲得したものの、下院の議席を失った5回の選挙の1つであり、1962年と2022年の民主党、1970年と2018年の共和党が繰り返すことになる。2022年まで、現職の上院議員が総選挙で再選を逃したのはこれが最後だったが、党の予備選挙で2人が敗れた。これはまた、1934年と2022年に続き、野党が上院の議席をひっくり返すことに失敗した米国史上3回の初めての出来事でもあった。

## 選挙データ

### 大統領
- 大統領：ウッドロウ・ウィルソン（第28代）
- 与党　：民主党

### 投票日
- 1914年11月3日

### 改選数
- 33
  - 通常選挙：32（第3部）
  - 特別選挙：01（第2部）

### 選挙制度
- 小選挙区制

### 同日執行の選挙
国政選挙
- 1914年アメリカ合衆国下院議員選挙

## 選挙結果

### 党派別獲得議席
| 党派 | 党派   | 獲得 議席 | 増減     | 改選前 | 非改選 | 非改選 | 非改選 | 議席計 |
| 党派 | 党派   | 獲得 議席 | 増減     | 改選前 | 計     | 1      | 2      | 議席計 |
| ---- | ------ | --------- | -------- | ------ | ------ | ------ | ------ | ------ |
|      | 民主党 | 20        | 3        | 53     | 36     | 17     | 19     | 56     |
|      | 共和党 | 13        | 3        | 42     | 26     | 15     | 11     | 39     |
|      | 進歩党 | 0         | 増減なし | 1      | 1      | 0      | 1      | 1      |
|      | 欠員   | 0         | 01       | 0      | 1      | 0      | 1      | 0      |
| 総計 | 総計   | 33        | 増減なし | 96     | 64     | 32     | 32     | 96     |

## 議員

### 引退・不出馬
計7名
民主党
3名
- フランシス・S・ホワイト（アラバマ州）
- ジョンソン・N・カムデン・ジュニア（ケンタッキー州）
- ジョン・ソーントン（ルイジアナ州）

共和党
4名
- ジョージ・クレメント・パーキンス（カリフォルニア州）
- エリフ・ルート（ニューヨーク州）
- セオドア・E・バートン（オハイオ州）
- アイザック・スティーブンソン（ウィスコンシン州）

### 落選
- ジョセフ・L・ブリストウ（カンザス州）※
- コー・I・クロフォード　（サウスダコタ州）※

※ 予備選挙